# Towarzystwo dla Rozwoju Ruskiej Sztuki

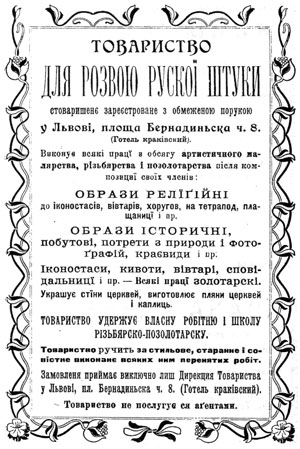

Towarzystwo dla Rozwoju Ruskiej Sztuki, ukr. Товариство для розвою руської штуки – pierwsza organizacja ukraińska w Galicji Wschodniej, założona w 1899 we Lwowie. W założeniu miała dbać o rozwój sztuki ruskiej, a w szczególności malarstwa, rzeźbiarstwa i złotnictwa. Jej członkowie mieli mieć możliwość utrzymywania się ze swojej twórczości. 

## Historia
Na przełomie XIX i XX wieku wpływy z zachodniej Europy sprawiły, że sztuka ukraińska zaczęła tracić swój charakter narodowy. Artyści pochodzenia ukraińskiego postanowili stworzyć stowarzyszenie, które pozwoli odrodzić rodzimy artyzm, a zarazem poprawi sytuację ukraińskich twórców. W 1898 z inicjatywy Iwana Trusza, Mychajło Hruszewskiego, Wasyla Nahirnego i Juliana Pankewycza powstało "Towarzystwo dla Rozwoju Ruskiej Sztuki", które było pierwszą organizacją skupiającą Ukraińców w Galicji Wschodniej. Wystawy dorobku artystycznego członków Towarzystwa odbyły się w 1898, 1900, 1902 i 1903, a następnie zakończyło ono działalność. Część członków założyła w 1904 Towarzystwo Przyjaciół Ukraińskiej Nauki, Literatury i Sztuki, które działało do wybuchu I wojny światowej.

## Działalność i cel
Towarzystwo w drugim paragrafie swojego statutu postanowiło "dbać o rozwój ruskiej sztuki, a w szczególności malarstwa, zarówno cerkiewnego jak i świeckiego".
Początkowo siedziba Towarzystwa mieściła się w kamienicy przy ulicy Podwale 17, w styczniu 1899 przeniosła się do budynku Towarzystwa Naukowego im. Tarasa Szewczenki przy ulicy Stefana Czarnieckiego 26. Tam członkowie znaleźli warunki, aby móc tworzyć zarówno malarstwo, rzeźbę i biżuterię. 

## Działacze
Towarzystwem zarządzała Rada Naczelna z Wasylem Nahirnym na czele, funkcję dyrektora pełnił Julian Pankewycz. Wśród członków biorących udział w wystawach byli m.in. w 1898: Iwan Trusz, Teodor Terlecki, Stepan Tomasewycz, Ołeksa Skrutok, Korniło Ustyanowycz; w 1900: Ołeksa Nowakiwski, Osyp Kuryłas, Teofił Kopyśtyńskij, Antin Manastyrskij, Julian Pankewycz, Jewhen Turbaćkij.